# 우리 집 러시아

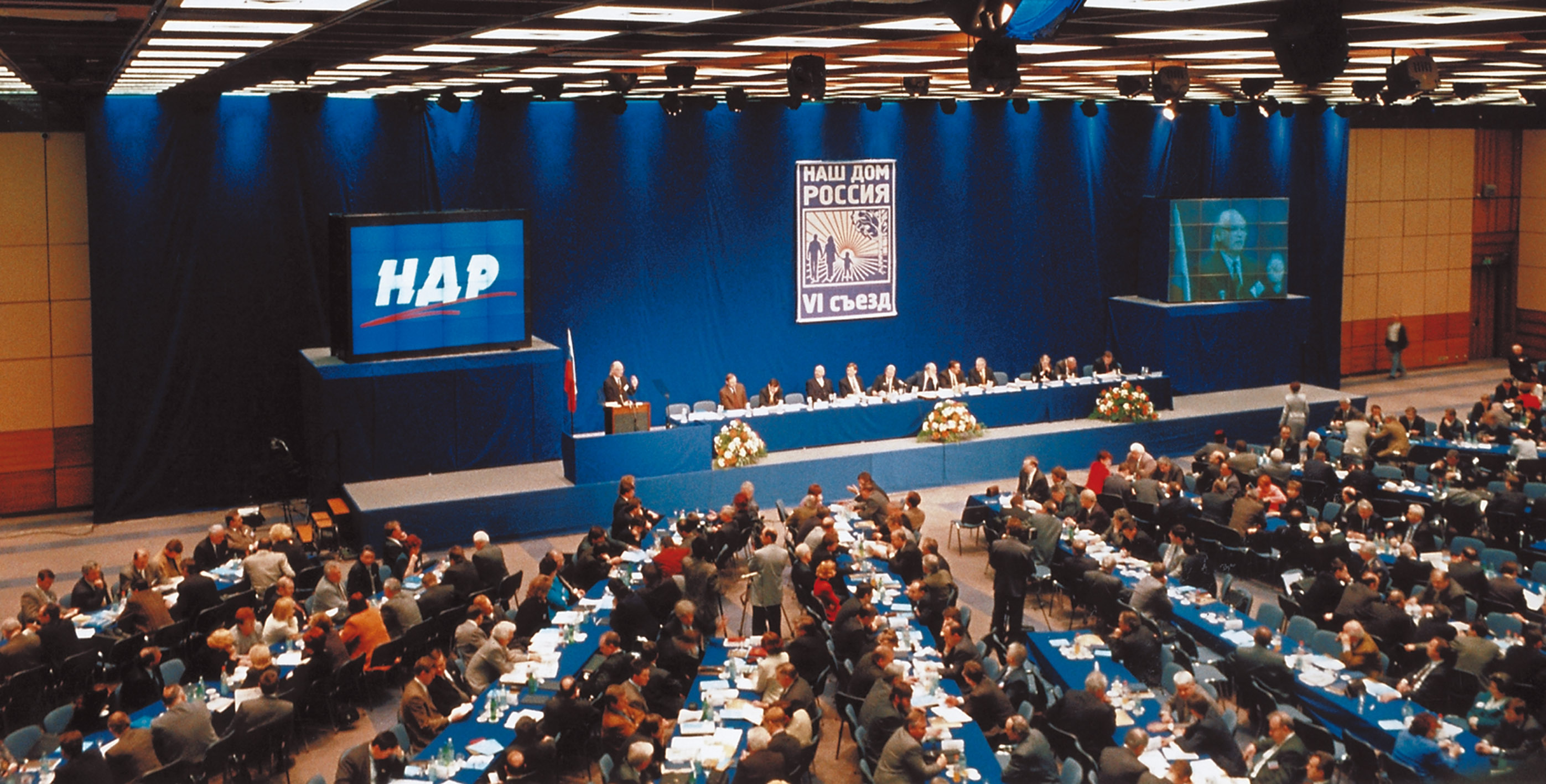
1999년 4월의 우리 집 러시아 당 대회

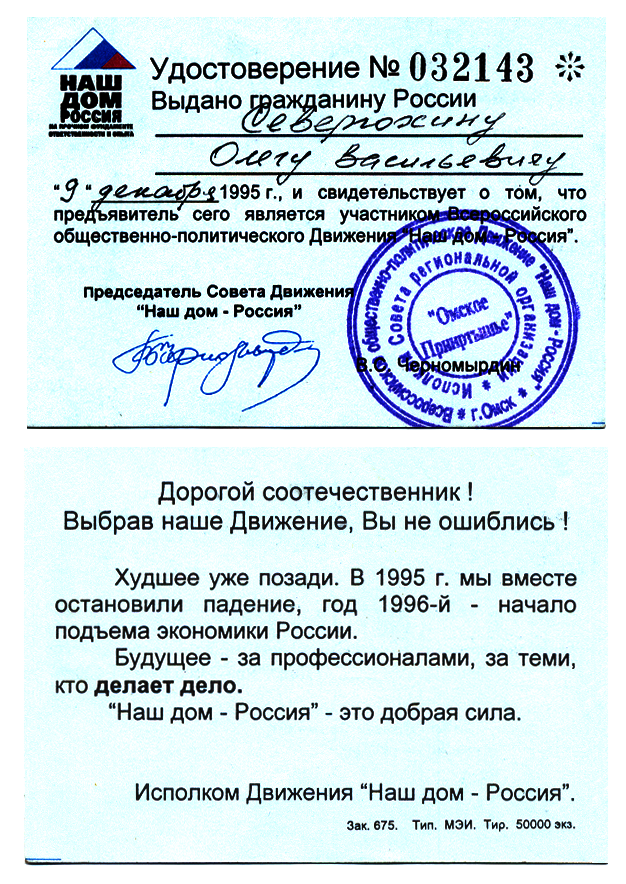
1995년, 우리 집 러시아의 당원증

우리 집 러시아(러시아어: Наш дом – Россия 나시 돔 로시야[*])는 러시아의 우익 정당이다. 1995년 빅토르 체르노미르딘 수상을 중심으로 결성되었다. 보리스 옐친 정부시절의 여당이였으며 우익의 우리 집 러시아라는 당을 결성했다(러시아 농업당 간부로는 하원 의장, 안전 보장 회의 서기를 역임한 이반 립킨을 중심으로 중도우파를 결집해서 양대 정당제를 결성했다.).
옐친은 자신이 권력 장악에 성공하고 국민에 의한 직접 투표에 의했기 때문에, 대통령 취임 뒤에도 한 정당에 치우치지 않는 의회로부터 한 위치를 차지했다. 하지만 의회 운영에 문제가 있었기 때문에 대통령 여당의 필요성을 잃어버렸다. 1995년 12월의 하원 국가 회의 선거를 앞두고 체르노미르딘 수상을 중심으로 우익 세력이 결집하면서 선거 블록인 "우리 집 러시아"를 설립했다. 6월 12일 설립 대회에서 체르노미르딘을 대표(평의회 의장)로 올레그 소스코베트 제1부수상과 콘스탄틴 치토프 사마라 주지사가 부의장으로 선출되었다. 당의 집행부인 평의회는 120명으로 구성되었고 각료, 지방의 수장, 기업경영자가 거의 대부분을 차지하고 있었다. 또한 당의 정치 자금은 체르노미르딘의 출신 기업인 가스프롬 등의 국영 기업이기 때문에 야당 진영이나 고르바초프에서 각각 "그들의 집 러시아"라고 하거나 "우리들의 집 가스프롬" 등과 같은 풍자의 대상이 되었다.
우리 집 러시아는 우파 연합(우파 세력 동맹) 결성에 임해 참가가 타진되었지만, 거부한 나머지 당원들은 통합 러시아당에 참가했다.

## 같이 보기
- 러시아의 정당